# Uživatelem definovaná funkce
Uživatelsky definovaná funkce, taktéž UDF (z anglického User-Defined Function), představuje funkci, kterou definuje sám uživatel programu nebo prostředí.

## Programovací jazyky
Uživatelsky definované funkce se zpravidla používají při strukturovaném programování, kdy se při řešení úloh krom vestavěných funkcí používají i funkce uživatelsky definované. Použití shodné uživatelsky definované funkce je vesměs pomalejší, než použití shodné, vestavěné.

## Databáze
V SQL databázích poskytují uživatelsky definované funkce způsob rozšíření, který může být volán a vyhodnocován přímo v SQL dotazech. SQL standard rozšiřuje mezi skalárními a tabulkovými funkcemi. Skalární funkce vrací pouze jedu hodnotu (nebo NULL) zatímco tabulková funkce vrací tabulku. Tabulka může mít dle charakteru funkce jeden či více sloupců a vracet žádný či více řádků výsledku.
Uživatelsky definované funkce se v SQL deklarují pomocí příkazu CREATE FUNCTION. Například funkce pro výpočet druhé mocniny může vypadat takto:
```
CREATE
 
FUNCTION
 
dbo
.
Square
(
Base
 
FLOAT
)

  
RETURNS
 
FLOAT

  
RETURN
 
(
Base
 
*
 
Base
)

```

Takto definovanou funkci lze použít jako výraz v SQL dotazech a to v místech, kde se používá většina vestavěných funkcí včetně SELECT dotazů, kde je funkce vyhodnocována v každém řádku dotazu. Na příklad dotaz z tabulky hodnot
```
SELECT
 
Value
,
 
Square
(
Value
)
 
as
 
Square

  
FROM
 
Values

```

vrátí v jednom sloupci hodnotu a v druhém její druhou mocninu. V těle funkce lze použít konstrukcí jazyka PL/SQL.
Některé databáze (například Firebird) pomocí uživatelských funkcí zpřístupňují externí knihovny, napsané v běžných programovacích jazycích. V takovém případě vypadá deklarace následovně (příklad definice funkce ltrim z externí knihovny IB_UDF dodávané společně se serverem):
```
declare
 
external
 
function
 
ltrim

  
cstring
(
255
)
 
null

  
returns
 
cstring
(
255
)
 
free_it

  
entry_point
 
'IB_UDF_ltrim'
 
module_name
 
'ib_udf'
;

```

Takto definovaná funkce je zpravidla rychlejší, než uložená procedura se stejnou funkcionalitou.